# Bowyer’s Common
Bowyer’s Common – wieś w Anglii, w hrabstwie Hampshire. Leży 34 km na wschód od miasta Winchester i 77 km na południowy zachód od Londynu.